# Wigwam

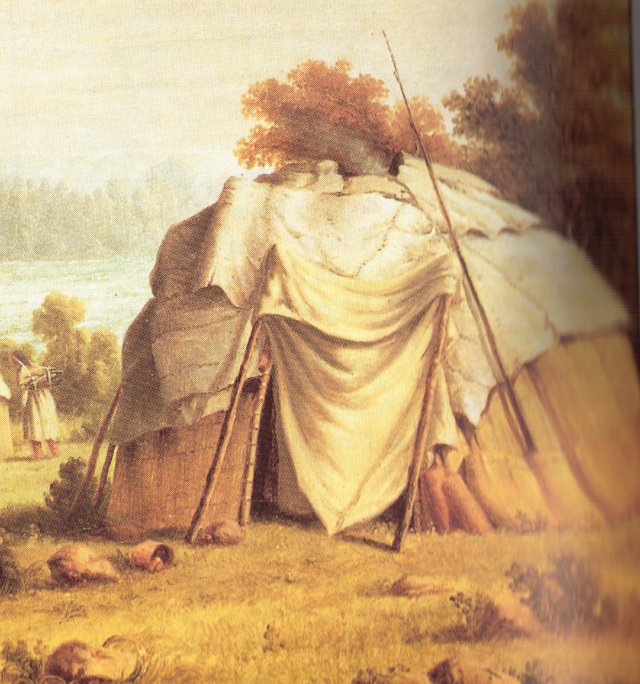
Wigmwam Indian Ojibwa; detal z obrazu Paula Kane’a (1846)

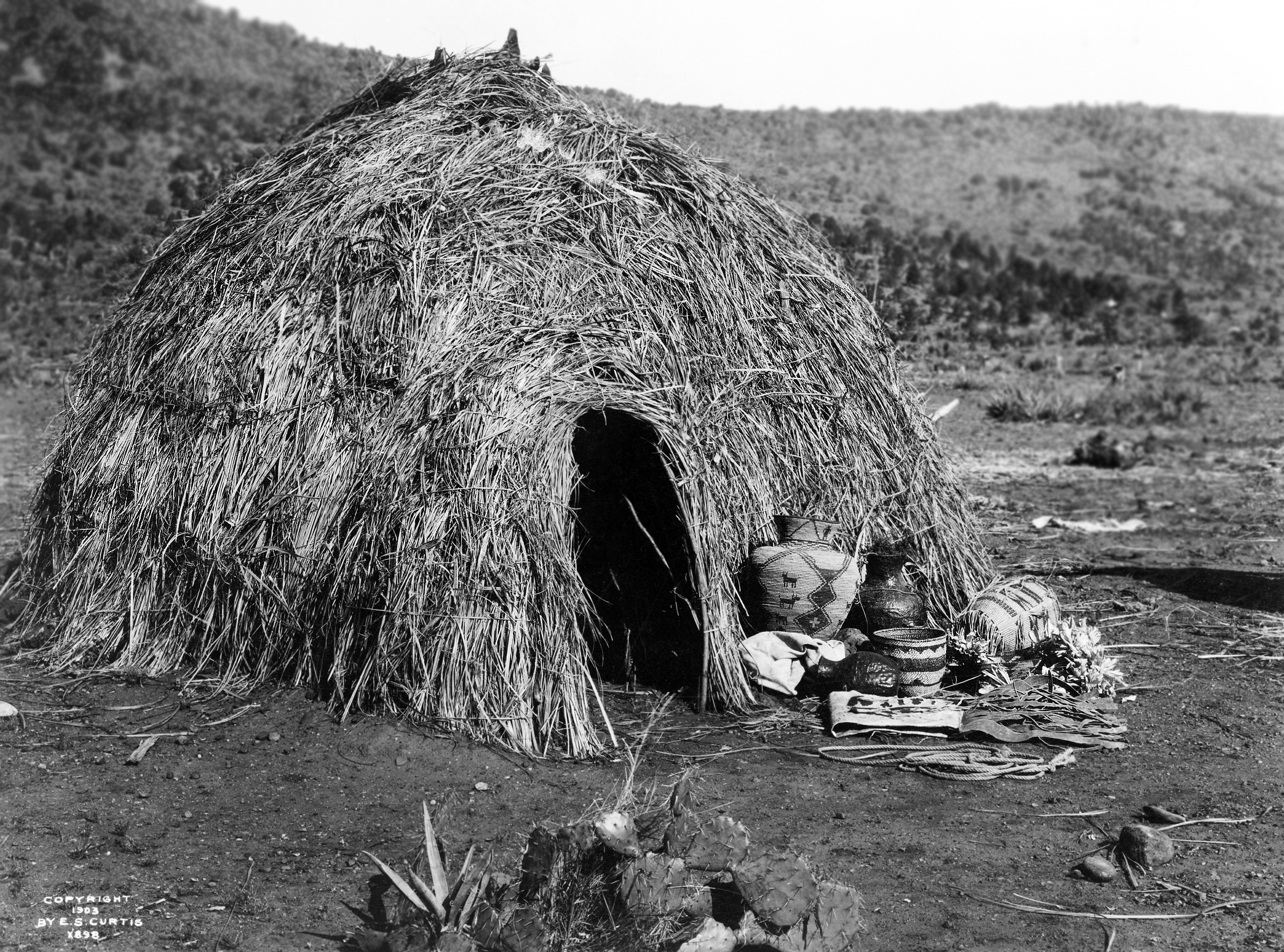
Wikiup – odmiana wigwamu używana dawniej przez plemiona Południowego Zachodu

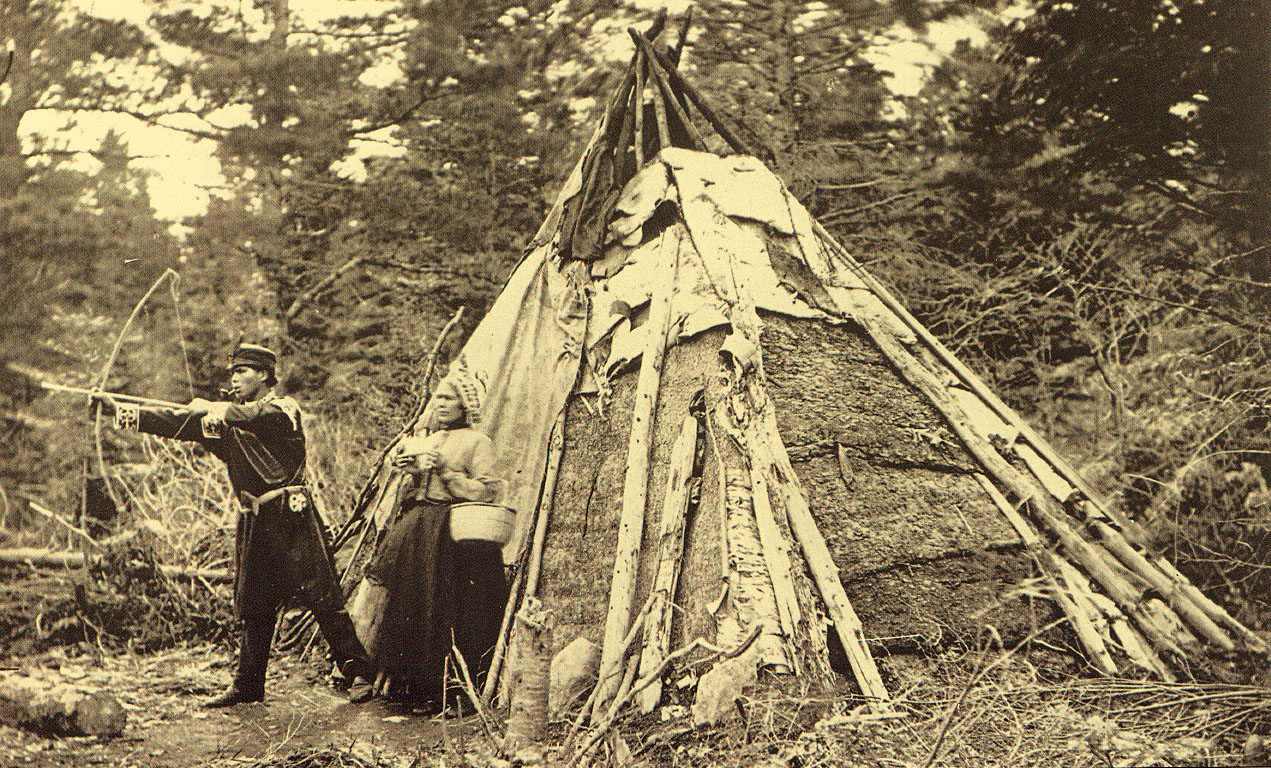
Wigwam Indian Micmac

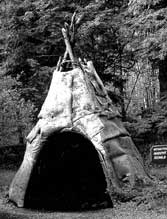
Wigwam Wabanaki kryty korą brzozową

Wigwam – rodzaj nieprzenośnej chaty Indian Ameryki Północnej, głównie obszaru Wielkich Jezior.
Budowla w formie kopuły ewentualnie tunelu (rzadziej stożka), zbudowana na szkielecie z prętów drewnianych lub ze zgiętych młodych drzew, połączonych na wierzchołku. Pokrywany korą (głównie brzozową), plecionymi matami trzcinowymi albo skórami, z pozostawionym na górze otworem dymnym. Wigwam ma zwykle jedno wejście, zakrywane skórą zwierzęcą, plecioną matą lub derką. Wigwam zwykle nie ma podłogi, na ziemi bywają rozłożone gałęzie jodłowe, skóry lub futra. Na środku znajduje się miejsce na ognisko. Nazwa pochodzi z języka algonkian.
Dawniej w wigwamach mieszkali Indianie głównie z rejonu Wielkich Jezior, m.in. Odżibwejowie, Lisy i inni. Obecnie spotykany jest niemal wyłącznie w indiańskich muzeach i skansenach, czasem wykorzystywany w rezerwatach do celów edukacyjnych lub obrzędowych.
Odmianą nieprzenośnego kopulastego wigwamu jest m.in. wikiup, używany w przeszłości przez plemiona Południowego Zachodu (Apacze, Ute, Papago i inne).
Niektóre plemiona wędrowne, m.in. Penacook ze Wschodniego Wybrzeża i Karankawa znad Zatoki Meksykańskiej w okresie pierwszych kontaktów z Europejczykami (i wcześniej) mieszkały – zwłaszcza latem – w prostych przewiewnych szałasach zwanych czasem „przenośnymi wigwamami”.
„Wigwamem” bywa błędnie nazywany każdy z wielu typów domów (np. hogan), stałych chat lub przenośnych namiotów Indian Ameryki Północnej.